# Дрвенички канал
Дрвенички канал је морски канал, који се налази у Јадранском мору.
Добио је име по острвима Дрвенику Велом и Дрвенику Малом.
На западу нема праве природне границе, али се као граница може узети линија рт Рат на острву Дрвенику Малом ка острву Арханђел.
На северу је ограничен обалом. На југу је ограничен с острвима Дрвеником Велим и Малим. На истоку нема праве природне границе, али као граница се узима линија од увале Лучица на Дрвенику Велом до острва Балкун.